# Гарри Римс
Герберт Джон Штрайхер (англ. Herbert John Streicher, 27 августа 1947, Бронкс, Нью-Йорк — 19 марта 2013, Солт-Лейк-Сити), более известный под профессиональным псевдонимом Гарри Римс (англ. Harry Reems) — американский порноактёр. Наиболее известен по ролям доктор Янга в культовом порнофильме 1972 года «Глубокая глотка» и учителя в фильме 1973 года «Дьявол в мисс Джонс». В течение 1970-х и до середины 1980-х годов был одним из самых плодовитых исполнителей в киноиндустрии для взрослых. Ушёл из индустрии в 1985 году. Лауреат премии AVN Awards лучшему актёру за 1986 год, член залов славы AVN и XRCO.

## Молодость и карьера
Родился 27 августа 1947 года в Бронксе в еврейской семье. Год обучался в Питтсбургском университете, затем недолгое время служил в Корпусе морской пехоты США, где получил почётное увольнение. Затем выбрал актёрскую карьеру, в основном выступая в Офф-Бродвейских театрах — La MaMa Experimental Theatre Club, New York Theater Ensemble и National Shakespeare Company.
До роли в «Глубокой глотке», был выбран режиссёром Эдуардо Чемано (Eduardo Cemano) для съёмок в хардкорной сцене для фильма The Deviates, ранее выпущенном как софткорный фильм. Это была секс-сцена с боди-артом, которую Штрайхер позже описал как свой самый болезненный сексуальный опыт, потому как используемая темперная краска начала высыхать и трескаться. Затем он снялся в первом 16-миллиметровом фильме Чемано The Weirdos and the Oddballs, который позже был обновлён до 35 мм и выпущен как Zora Knows Best. Именно для этого фильма он изменил имя на Питер Лонг (Peter Long).
В поисках заработка, в начале 1970-х годов Штрайхер снялся в десятках короткометражных немых фильмах, часто называемых «петлями». В конечном итоге он сыграл примерно в 140 полнометражных сексплуатационных и хардкорных фильмах в период с 1971 по 1989 год, среди которых наиболее известными были «Глубокая глотка» (1972) и «Дьявол в мисс Джонс» (1973), а также грайндхаус-фильмах, таких как Forced Entry (1973) и Sex Wish (1976). В первом он играет жестокого ветерана Вьетнама, одержимого изнасилованиями и убийствами —— единственный фильм, об участии в котором Штрайхер позже сожалел; во втором исполняет роль мужа, ставшего линчевателем, стремящегося отомстить за изнасилование и убийство жены.
В 1975 году опубликовал мемуары Here Comes Harry Reems, в которых подробно описал ранние годы карьеры в кино для взрослых. Римс также снялся в нескольких непорнографических фильмах, таких как секс-комедия / фильм ужасов Case of the Full Moon Murders (1973), драма Deadly Weapons (1974), фильмы ужасов Demented (1980) и To All a Goodnight (1980), комедия National Lampoon’s Movie Madness (1982) и телефильм The Cartier Affair (1984). Выступил рассказчиком в фильме Mae West (1982). Снялся также в нескольких шведских порнофильмах, в том числе Justine & Juliette (1975), Bel Ami (1976) и Molly (1977), а также непорнографическом SS Operation Wolf Cub (1983).
При съёмках фильма «Глубокая глотка» в Майами в январе 1972 года Штрайхер был нанят в качестве светотехника, но режиссёр не смог найти исполнителя на одну из ролей и попросил сыграть её Штрайхера. Ему заплатили 250 долларов за один день съёмок. Штрайхер не знал, что режиссёр дал ему имя «Гарри Римс», пока не увидел фильм.
Появление Римса в «Глубокой глотке» привело к его аресту агентами ФБР в Нью-Йорке в июле 1974 года и обвинительному заключению в Мемфисе в июне 1975 года по федеральному обвинению в преступном сговоре с целью распространения непристойных материалов через границы штатов. Он был осуждён в апреле 1976 года вместе с 11 другими лицами и четырьмя корпорациями.
Обвинительный приговор был отменён по апелляции в апреле 1977 года, поскольку его деятельность по созданию фильма происходила до вынесения Верховным судом США решения о непристойном поведении в 1973 году (Миллер против Калифорнии), и Римсу предоставили новый судебный процесс. Обвинения были сняты в августе.
Защита утверждала, что Римс был первым американским актёром, которого когда-либо преследовало федеральное правительство только за то, что он снялся в фильме, и во время судебного процесса он получил значительную поддержку от известных голливудских и нью-йоркских звёзд, в том числе Джека Николсона, Уоррена Битти, Ширли Маклейн, Ричарда Дрейфуса, Коллина Дьюхерста, Рода МакКуина (Rod McKuen), Бена Газзары, Майка Николса, Джули Ньюмар, Дика Каветта (Dick Cavett), Джорджа Плимптона (George Plimpton) и Стивена Сондхейма. Сообщалось, что Николсон, Битти и Луиза Флетчер были готовы свидетельствовать от его имени в суде. Его успешной апелляцией занимался Алан Дершовиц.
В 1978 году Римс сыграл в музыкальном фильме «Бриолин» тренера Калхуна, но из-за опасений, что его скандальная слава поставит под угрозу кассовые сборы фильма на Юге США, его заменили Сидом Сизаром.
Римс вернулся в театр и сыграл в 1979 году в спектакле The Office Murders и в 1981 году в спектакле What the Butler Saw.
В 1982 году, после 8-летнего перерыва, Римс снялся в порнофильме Society Affairs; сообщалось, что он получил за съёмки сотни тысяч долларов. Ушёл из индустрии в 1985 году. В этом же году был включён в Зал славы XRCO; также включён в Зал славы AVN.

## Дальнейшая жизнь
После многих лет злоупотребления наркотиками, в 1989 году Римс начал реабилитацию. Он женился и перешел из иудаизма в христианство. «Будучи опустившимся пьяницей, я начал обходить церкви», — сказал он. «Я называл себя церковным цыганом». Римс приписывал своё обращение преподобному Марку Хейссу (Mark Heiss), бывшему пастору Общинной церкви Парк-Сити (Park City Community Church, Парк-Сити, Юта).
Неожиданно Хейсс был заменён на другого человека и причина, со слов Римса, так и не была объяснена; Римс покинул братство, потому как считал, что посещение церкви было «о том, чтобы положить деньги в казну». Вне организованной религии он продолжал медитировать, молиться и благодарить Бога. «Если бы я не пустил Бога в свою жизнь, я бы уже умер», — сказал он. «Я не религиозен. Я духовен, на сто процентов». Он продолжал называть себя «Гарри Римс» и даже использовал это имя, работая агентом по недвижимости. Позже он был попечителем в местной Объединённой методистской церкви.
В 2005 году дал интервью для документального фильма «В глубокой глотке» (Inside Deep Throat). Дебют Римса в порноиндустрии, опыт съёмок в «Глубокой глотке» и дальнейший судебный процесс о непристойном поведении — тема пьесы 2010 года The Deep Throat Sex Scandal («Секс-скандал глубокой глотки»). Римс умер в Юте во время премьеры пьесы в Лос-Анджелесе; его смерть была отмечена индустрией.
В 2014 году драматург Крейг Хепворт (Craig Hepworth) поставил в Манчестере о Римсе и Лавлейс спектакль Porno Chic («Порношик»). Премьера спектакля получила восторженные отзывы, а в 2016 году он выиграл награду «Лучшая драма» на церемонии GMF Awards. В 2018/19 сезоне планировалось турне по Великобритании.

## Смерть
Умер от рака поджелудочной железы 19 марта 2013 года в возрасте 65 лет в Salt Lake City Veterans Administration Medical Center. Детей не имел.

## Награды
- 1975 X-Caliber Awards: лучший актёр второго плана, за Spickey's Magic Wand[25] (1973)
- Зал славы AVN
- Зал славы XRCO[26] (1985)
- 1986 AVN Awards: лучший актёр — фильм, за Trashy Lady[27] (1985)
- Legend of Erotica (1997)